# مجله علوم اعصاب
مجله علوم اعصاب(به انگلیسی: The Journal of Neuroscience) یک مجله علمی هفتگی است که توسط انجمن علوم اعصاب منتشر شده‌است. این تحقیقات تجربی در مورد همه جنبه‌های علوم اعصاب را پوشش می‌دهد. سردبیر آن مارینا پیکیوتو (دانشگاه ییل) است. براساس گزارش استنادی مجلات، این ژورنال در سال ۲۰۱۴، دارای ضریب تأثیر ۶٫۳۴۴ و ۰٫۴۱۳ بر اساس آیگن‌فاکتور بوده که تقریباً دو برابر بالاترین ژورنال بعدی علوم اعصاب است.

## تاریخچه
این ژورنال در سال ۱۹۸۱ تأسیس شده‌است و شماره‌ها به صورت ماهیانه منتشر می‌شوند. با افزایش محبوبیت، روند انتشار آن در سال ۱۹۹۶، به صورت دوهفته یک بار و سپس در ژوئیه ۲۰۰۳، به صورت هفتگی تغییر پیدا کرد.

## مضامین

### مضامین اصلی
مقالات در یکی از پنج بخش بعدی مجله آمده‌است:
- سلولی / مولکولی
- توسعه / انعطاف‌پذیری / تعمیر
- سیستم‌ها / مدارها
- رفتاری / شناختی
- عصب‌شناسی بیماری

این مجله طی سالها بخشهای خود را بازبینی کرده‌است. در سال ۲۰۰۴، به دلیل افزایش تعداد مقالات در این زمینه، بخش Neurobiology of Disease را اضافه کرد. در ژانویه ۲۰۱۳، ژورنال بخش Behaviary / Systems / Cognitive را به دو بخش سیستم‌ها / مدارها و رفتاری / شناختی تقسیم می‌کند تا بخش‌های ژورنال تقریباً به همان اندازه انجام شود.

### امکانات
علاوه بر این، برخی از مجلات شامل مقالاتی در بخش‌های زیر است:
- ارتباطات مختصر
- ژورنال کلاب (بررسی مختصری از مقالاتی که در مجله منتشر شده‌است؛ نوشته شده توسط دانشجویان فارغ‌التحصیل یا همراهان تحصیلات تکمیلی؛ اولین بار در سپتامبر ۲۰۰۵ منتشر شد)